# فدراسیون بسکتبال کوزوو
فدراسیون بسکتبال کوزوو (صربی: Кошаркашки савез Косова) نهاد اداره کننده ورزش بسکتبال در کشور کوزوو است. این فدراسیون که در سال ۱۹۹۱ تاسیس شده مقر آن در شهر پریشتینا قرار دارد.